# Natalie Myburgh
Natalia Myburgh (15 maggio 1940 – Knysna, 21 gennaio 2014) è stata una nuotatrice sudafricana.

## Carriera
Assieme alle compagne Susan Roberts, Moira Abernethy e Jeanette Myburgh vinse la medaglia di bronzo nella 4x100m stile libero alle Olimpiadi di Melbourne.

## Palmarès
- Giochi olimpici:

Melbourne 1956: bronzo nella 4x100m stile libero.
- Giochi del Commonwealth:

Vancouver 1954: oro nella 4x110yd stile libero.